# Île aux Meules
Ne doit pas être confondu avec Île du Cap aux Meules.
L'Île aux Meules (en anglais Grindstone Island) est une île canadienne située à la limite entre la baie de Chignectou et la baie de Chipoudy, au sud-est du Nouveau-Brunswick. L'île mesure environ 1 kilomètre sur 300 mètres.
Du milieu à la fin du XIXe siècle, l'île fut le centre d'une industrie régionale d'extraction de grès. Des pierres de qualité supérieure furent livrées en Nouvelle-Angleterre et il existe toujours des bâtiments en pierre de l'île dans des villes telles que New York ou Boston.